# Карпатська складчаста система
Карпа́тська скла́дчаста систе́ма — відгалуження Альпійської геосинклінальної області.

## Стратиграфія
В її будові бере участь крейдовий та палеогеновий фліш потужністю 5—9 км.

## Тектоніка
До складу карпатської складчастої системи входять Скибова (Скільська), Кросненська, Дуклянська, Магурська, Чорногірська, Свидовецька, Буркутська, Рахівська, Пенінська зони.
З північного сходу до Карпатської складчастої системи прилягає Передкарпатський передовий прогин; він поділяється на Внутрішню (Бориславсько-Покутську) і Зовнішню (Більче-Волицьку) зони, які заповнені неогенними відкладами потужністю 4—5 км. З південного заходу до Карпатської складчастої споруди прилягає Закарпатський прогин з поширенням вулканічних утворень. В основі прогину також є неогенові відклади (потужністю до 2000 м).

## Корисні копалини
Газ, золото, нафта, мармур, вугілля, сіль та вапняк.